# Norums distrikt
Norums distrikt är ett distrikt i Stenungsunds kommun och Västra Götalands län. 
Distriktet ligger vid kusten, i och omkring Stenungsund. 

## Tidigare administrativ tillhörighet
Distriktet inrättades 2016 och utgörs av socknen Norum i Stenungsunds kommun.
Området motsvarar den omfattning Norums församling hade vid årsskiftet 1999/2000.